# Винита Парк (Мисури)
Винита Парк (енгл. Vinita Park) град је у америчкој савезној држави Мисури.

## Демографија
По попису из 2010. године број становника је 1.880, што је 44 (-2,3%) становника мање него 2000. године.
| Група             | 2000.         | 2010.         |
| Белци             | 626 (32,5%)   | 524 (27,9%)   |
| Афроамериканци    | 1.188 (61,7%) | 1.220 (64,9%) |
| Азијати           | 21 (1,1%)     | 4 (0,2%)      |
| Хиспаноамериканци | 29 (1,5%)     | 88 (4,7%)     |
| Укупно            | 1.924         | 1.880         |